# Ярцевский тоннель
Я́рцевский тонне́ль — автомобильный тоннель, соединяющий Ярцевскую улицу и Крылатскую улицу; проходит под Рублёвским шоссе и дублёром Рублёвского шоссе. Построен в 1986 году. Входит в состав Северо-Западной хорды.

## Расположение
Находится в 550 метрах к северу от станции метро Молодёжная, по Ярцевской улице.

## Технические характеристики
- Длина: 84 метра.
- Имеет по 2 (две) полосы в каждую сторону[2].
- Тротуары: нет.

Ярцевский тоннель является частью развязки: со стороны Ярцевской улицы есть съезды на Рублёвское шоссе в сторону центра (и с Рублёвского шоссе — на Ярцевскую); со стороны Крылатской улицы — съезды на дублёр Рублёвского шоссе (и с дублёра Рублёвского шоссе — на Крылатскую улицу).

## Планируемая реконструкция
- В рамках строительства Северо-Западной хорды, ожидается глобальная реконструкция данной развязки[3].